# Holger Bech Nielsen
Holger Frits Bech Nielsen (født 25. august 1941) er en dansk teoretisk fysiker, professor emeritus (1985) i teoretisk højenergifysik ved Niels Bohr Institutet ved Københavns Universitet, hvor han startede med at studere fysik i 1961 og fik sin kandidatgrad (cand. scient.) i 1968. Efter at have færdiggjort sin uddannelse, blev han ansat ved Niels Bohr Institutet, og gik på pension den 31. august 2012. , men bruger stadig tid på sit kontor i Niels Bohr Instituttet.
Han har givet originale bidrag til teoretisk højenergifysik, blandt andet strengteori.
Modtog i 2001 den højt estimerede tyske Humboldt-pris for sit videnskabelige arbejde. Flere atomfysiske begreber er opkaldt efter ham, eks. Nielsen-Olesen Vortex.
Medlem af Det Kgl. Danske Videnskabernes Selskab siden 1988 og Det Norske Videnskaps-Akademi.
Har blandt andet medvirket i Lars Becker-Larsens dokumentarfilm "Teorien om alting" (1998), hvor han forklarer om sine egne og fysikkens teorier om universets opståen og historie.
Han er også kendt for sine entusiastiske offentlige forelæsninger og sin optræden på tv, som har givet ham den uofficielle titel som "Danmarks første stand-up fysiker".
Medvirker desuden som gennemgående element i makkerparret Wikke & Rasmussens spillefilm Russian Pizza Blues (1992), hvor han optræder på en lang række tv-skærme som vises i baggrunden i løbet af filmen.
Har desuden medvirket i bøgerne: Holgers Univers (2002), en delvist biografisk interview-baseret bog, som samtidig præsenterer Holgers teorier om universet, og Videnskaben eller Gud? (1996), hvor han diskuterer videnskabens verdensbillede med blandt andet fysiker Jens Martin Knudsen og overrabbiner Bent Melchior.